# Nedjemmout
Nedjemmout (Mout est douce) est la neuvième fille de Ramsès II.